# Ouroux-sous-le-Bois-Sainte-Marie
Ouroux-sous-le-Bois-Sainte-Marie è un comune francese di 72 abitanti situato nel dipartimento della Saona e Loira nella regione della Borgogna-Franca Contea.

## Società

### Evoluzione demografica
Abitanti censiti